# Swedish Society Discofil
Swedish Society Discofil är ett svenskt skivbolag med fokus på klassisk musik inspelad med hög ljudkvalitet. Bolaget startade 1954, och spelade då in den första svenska skivan i stereo.
Hans Peter Kempe (1920–1994), kompositör, poet, pianist och musikvetare, tillsammans med sin svåger Mark Blomberg, elektronikingenjör, hade sysslat med skivinspelning på 78-varvare från sent 1940-tal för föreningar och privatpersoner, och de drev tillsammans skivbolaget Discofil (=skivälskare), där man i början av 1950-talet började göra inspelningar på band.
När Kempe 1954 beslöt att spela in Hugo Alfvéns Midsommarvaka på LP, kontaktade han kompositören och bad honom dirigera Hovkapellet. Alfvén ville gärna att hans verk skulle finnas i en ”long-play” version, och tackade ja. Kempe insåg att detta var ett utmärkt tillfälle att försöka göra inspelningen i stereo, och genom kontakter på Radiotjänst och i Tyskland fick han hem ett tvåspårs tonhuvud att montera på bandspelaren. Musiken spelades så in i två versioner parallellt, av Radiotjänsts tekniker Tage Olhagen (mono) och Kjell Stensson (stereo).
På detta sätt föddes skivbolaget Swedish Society Discofil, som drevs av Kempe till 1962, då ekonomin gjorde att han måste sälja bolaget till Sixten Erikssons (1905–1990) familjeföretag Grammofon AB Electra (konvoluttexten till SCD 1003 från 1994 och skivkatalogen från 1996 anger år 1964 för Electras övertagande).
För Electra drevs bolaget av producenten Frank Hedman till 1978. Efter konkursen 1990 delades Electra upp, och Swedish Society Discofil togs över av Prophone Records AB, drivet av Erland Boëthius (1951–2003). Därefter har bolaget tagits över av Naxos.